# Manuel Hidalgo Plaza
Manuel Hidalgo Plaza (Santiago; 5 de abril de 1878 - ibíd, 20 de diciembre de 1967) fue un artesano, dirigente y político chileno de tendencia trotskista, miembro del Partido Radical (PR), Partido Comunista (PC) y del Partido Socialista (PS).
Fue candidato presidencial en 1931, donde triunfó Juan Esteban Montero, apoyado por las fuerzas tradicionales. Sin embargo, obtuvo 1.263 votos de 285.949 sufragios, cerca del 0,5 %, siendo superado incluso por su compañero estalinista Lafferte.
Fue elegido senador por Tarapacá y Antofagasta (1926-1934), pero la dictadura de Carlos Ibáñez del Campo le exilió del país. En 1933 fue nuevamente elegido senador, cargo que desempeñó hasta 1937. Entre los años 1939 y 1942 fue embajador de su país en México. Posteriormente fue ministro de Obras Públicas en 1943 y de Economía y Comercio en 1944, ambos bajo la administración de Juan Antonio Ríos. Fue embajador en Panamá entre 1950 y 1953, durante la presidencia de Gabriel González Videla y Carlos Ibáñez del Campo.

## Familia y estudios
Nació en Santiago, el 5 de abril de 1878, hijo de Manuel Hidalgo y de Mercedes Plaza. Estudió en la Escuela Pública nocturna “Benjamín Franklin” y en el Liceo Amunátegui. Luego ingresó a estudiar dibujo en la Escuela Nocturna de la Sociedad de Fomento Fabril (Sofofa).
Inició sus actividades laborales como empleado de una joyería y más tarde, en 1908, como propietario de un taller de dorados.
Se casó con María Rojas, con quien tuvo tres hijos.

## Trayectoria política
En 1902, se inició en la lucha política, en paralelo a la actividad sindical. Ese año ingresó al Partido Radical (PR), y al año siguiente se afilió al Partido Democrático. Fue secretario y presidente de un Centro Demócrata comunal. En 1908, junto con un grupo de intelectuales, profesores y obreros, fundó la «Extensión Universitaria» en la Pontificia Universidad Católica (PUC).
Fue presidente del Congreso Social Obrero celebrado en Chile en 1910. Luego, en 1912, participó en la fundación del Partido Obrero Socialista (POS). En 1922 fue uno de los fundadores del Partido Comunista de Chile, aunque fue expulsado del mismo en 1930, acusado de encabezar el sector trotskista de la colectividad. Luego de ser miembro de la Izquierda comunista y del Partido Radical Socialista (PRS), en la década de 1940 se integró al Partido Socialista (PS).
En 1913 y en 1924, fue regidor de la Municipalidad de Santiago, electo con la primera mayoría. Dirigente y presidente de la Sociedad Igualdad y Trabajo, y representante a la Convención Obrera de Concepción en 1920. Formó parte de la Comisión de Reforma Constitucional que redactó la Carta Fundamental de 1925.
En las elecciones parlamentarias de 1925 fue elegido senador por Tarapacá y Antofagasta, representando al PC, para el periodo 1926-1934, tiempo que no ejerció en forma completa, debido a que el Congreso fue disuelto en 1932.
Fue deportado en 1927, durante el gobierno de Carlos Ibáñez del Campo. En 1931, fue candidato a la presidencia de la República, obteniendo 1.343 votos (0.44% de los sufragios), mientras que el sector oficialista del Partido Comunista (3ª Internacional), presentó al candidato Elías Lafertte Gaviño, quién logró 2.442 votos.
En las elecciones parlamentarias de 1932, volvería a postular al Congreso, resultando recto senador por la misma zona, para el periodo legislativo 1933-1937. Integró la comisión de Trabajo y Previsión Social. Este período senatorial de cuatro años se debió al desajuste producido por el movimiento revolucionario que estalló el 4 de junio de 1932. De acuerdo a la reglamentación vigente, hubo senadores elegidos por cuatro años, a fin de regularizar la elección del Senado, por parcialidades, aunque constitucionalmente correspondían ocho años.
Entre 1939 y 1943, ejerció como embajador de Chile ante los Estados Unidos Mexicanos, allí sería condecorado con la Orden del Águila Azteca, en 1ª clase. Fue llamado para ejercer como ministro de Obras Públicas y Vías de Comunicación por el presidente radical Juan Antonio Ríos, ejerciendo entre el 19 de diciembre de 1942 y el 4 de febrero de 1943. Años más tarde, fue nuevamente llamado por el presidente Ríos, para ser ministro de Economía y Comercio, cargo que ejerció entre el 15 de marzo de 1946 y el 6 de septiembre del mismo año. Luego se desempeñaría como embajador en Panamá entre los años 1950 y 1953.
Falleció el 20 de diciembre de 1967, en su comuna natal.